# Génération France.fr
Génération France.fr est un micro-parti politique français,,, bien qu'il se réclame être un club de réflexion, créé à l'automne 2006 et présidé par Jean-François Copé, député-maire de Meaux, avant d'être dissous en 2022.

## Organisation
Génération France.fr est lancé le 13 décembre 2006 par Jean-François Copé, et dissout en janvier 2022. 
Au printemps 2008, Christian Jacob devient président délégué du club responsable d'antennes locales. Les limites de ces antennes correspondent à celles des circonscriptions électorales des députés.